# 桐谷さん ちょっそれ食うんすか!?
『桐谷さん ちょっそれ食うんすか!?』（きりたにさん ちょっそれくうんすか!?）は、ぽんとごたんだによる日本の漫画作品。『月刊アクション』（双葉社）において、2016年2月号から2018年4月号まで連載。その後、『漫画アクション』（同社刊）に移籍して、2018年8号から連載中。

## 概要
タイトルにある「桐谷さん」は本作のヒロイン。ジャンルは雑食系グルメコメディ。一話完結形式で、各話サブタイトルは基本的に「○食め ちょっ、それ○○すか？」という形式に統一されているが例外もある。
作者であるぽんとごたんだは、漫画onWeb主催漫画賞「第7回ネーム大賞」に同タイトルの作品（ネーム）を投稿。審査の際、双葉社編集が「僕の中では一番面白かった。ちょっといじって連載とかにしちゃえるかな」とコメント。漫画onWeb代表者である佐藤秀峰も「(この編集に)ご連絡したいときは僕にご一報ください。お繋ぎします」と後押ししたことで、作者から編集にコンタクトを取る流れとなった。漫画賞としては一次審査通過という結果に留まったが、これをきっかけとして約3か月後の『月刊アクション』に初掲載を果たす。

## ストーリー
主人公・桐谷 翔子は容姿端麗、勉強もでき性格もよく学校の人気者だが、実は珍食材に興味津々、学校の飼育小屋の動物やカエル・ヘビはじめ変わったものを食べることばかり考えている女子高生。高校教師・榊 伸一（さかき しんいち）や同級生を巻き込みながら食欲と探求欲を満たしていく。

## 登場人物

### 主要人物
桐谷 翔子（きりたに しょうこ）
芝蘭（しらん）高校一年。容姿端麗で頭も性格も良く学校の人気者。しかし子供の頃から食べ物への興味が並大抵ではなく、何でも食べてみたくなる性格。躊躇なくナマで食べる危険な癖がある。獣、深海魚、爬虫類等を調理するだけあって、料理の技量は高い。調理は主に理科室か榊のアパートで行う。天然なのか食材の睾丸や生殖器の名称や、下ネタにしか聞こえないコメントを無邪気に口にしては周りを困惑させる。
榊 伸一（さかき しんいち）
芝蘭高校教諭。生物部顧問。翔子は親友の妹であり旧知の仲。翔子の雑食に無理やりつき合わせられるが、食材に対する解説やアドバイス、コーディネートも行う試食兼ツッコミ担当。たまの休日も翔子に管理され、引率か運転手として同行させられる。愛車は通称「クジラ」の、後期型の60系トヨタ・クラウンセダン。

### 芝蘭高校生徒
泡瀬 クリス（あわせ くりす）
翔子の同級生。父がアメリカ人、母が日本人のハーフ。美人で金髪でグラマーな腐女子。喫茶店経営者で食物相性研究家である祖母の影響もあり、翔子に勝るとも劣らない珍食家。
楢崎 圭辰（ならさき けいたつ）
榊のクラスの生徒。野球部（運動推薦で入学）のエース。父がミャンマー人クォーター、母が長野出身で、昆虫食に理解がある二人から生まれた虫食サラブレッド。貧困で子だくさんの家庭ゆえ、食費節約のため昆虫を採取して弁当などの食材としている。昼食時は周りに気を遣い人気の無い処で一人で食べてる。
豊島（としま）
翔子のクラスメイト。通称トシちゃん。家が精肉店を経営している関係で、一般には出回らない希少な部位を入手でき翔子に提供する。
小清水 秋広（こしみず　あきひろ）
翔子のクラスの学級委員。一見真面目そうだが実はムッツリスケベ。翔子に邪念を抱いているが、回が進むごとに翔子に邪念を抱くことを愚かしく感じ、翔子の雑食に理解を示し珍食材を提供。よく鼻血を出す。
入倉 学（いりくら まなぶ）
芝蘭高校三年。科学部部長。片目が常に隠れてて常時マスクを着用。数々の科学コンクール入選や論文発表で高校生ながら科学界から高い評価を得ている。科学を食に応用すべく研究を重ねている。
木村（きむら）
芝蘭高校三年。ワンダーフォーゲル部と名を偽った「キノコ大好きクラブ亅の部長。山々を巡りまだ見ぬ菌類を追い求めてる。キノコの被り物を脱ぐとさわやかイケメン。翔子のファン。
沼口（ぬまぐち）
芝蘭高校三年。キノコ大好きクラブ副部長。見るからに見た目が怪し過ぎる。目キノコの被り物を脱いでもマッシュルームヘアで殆ど変わらない。
富士 薫（ふじ かおる）
芝蘭高校生徒会長。最初は翔子達の同好会発足を不毛としたが、理解を示し雑食同好会を認める。出された馬の逸物にも動じず、うんちくを交えながら食している。

### 芝蘭高校教員
明里先生（あかり先生）
榊がひそかに恋心を抱く品行方正な女性教師。しかし榊の祖父に感化されて雑食に興味を持ち狩猟免許を取得。食と生き物の関係を考えるようになる。
屋敷先生（やしき先生）
料理部顧問。過去に料理部から見放した翔子を気に掛けてる。虫料理を口にし卒倒した事実が、防衛本能により記憶から抹消される。
神宮司 義郎（じんぐうじ よしろう）
芝蘭高校校長。人格者で愛鯉家。日本史専攻。学校で飼育してる鯉を捕食しようとした翔子と遭遇。翔子の雑食に理解を示し、深い知識から翔子に珍食材を提供する。通称鯉男爵。

### 親族
桐谷 翔馬（きりたに しょうま）
翔子の兄。榊の同級生であり親友。根っからの風来坊で、いつもどこかを旅している。妹思い、友達思いで旅先から珍食材を贈ってくる。
泡瀬 タエ（あわせ たえ）
クリスの祖母。喫茶店「カフェ・ド・アワセ」の経営者で味の伝道師。年の功か翔子と榊󠄀の事を知ってた模様。孫だけじゃなく翔子達にも珍食材や珍料理、キッチンなど提供する。年齢不詳。明らかに二頭身程しかないのに、キッチンカーやバイクを運転する。
藤 伸之介（ふじ しんのすけ）
伸一の祖父。島根在住。山奥で農業の傍ら、獣対策で狩猟も行う農家兼猟師。自ら捌いた獣肉を伸一の実家や後に翔子にも送ってくる。

## 書誌情報
- ぽんとごたんだ『桐谷さん ちょっそれ食うんすか!?』双葉社〈アクションコミックス〉、既刊19巻（2025年4月24日現在）
  1. 2016年9月12日発売[4]、ISBN 978-4-575-84847-2
  2. 2017年3月11日発売[5]、ISBN 978-4-575-84942-4
  3. 2017年8月10日発売[6]、ISBN 978-4-575-85015-4
  4. 2018年3月12日発売[7]、ISBN 978-4-575-85122-9
  5. 2018年8月28日発売[8]、ISBN 978-4-575-85201-1
  6. 2019年1月28日発売[9]、ISBN 978-4-575-85262-2
  7. 2019年8月28日発売[10]、ISBN 978-4-575-85344-5
  8. 2020年2月28日発売[11]、ISBN 978-4-575-85413-8
  9. 2020年6月26日発売[12]、ISBN 978-4-575-85461-9
  10. 2020年12月26日発売[13]、ISBN 978-4-575-85531-9
  11. 2021年6月28日発売[14]、ISBN 978-4-575-85596-8
  12. 2021年11月27日発売[15]、ISBN 978-4-575-85662-0
  13. 2022年5月26日発売[16]、ISBN 978-4-575-85722-1
  14. 2022年10月27日発売[17]、ISBN 978-4-575-85773-3
  15. 2023年4月27日発売[18]、ISBN 978-4-575-85840-2
  16. 2023年10月26日発売[19]、ISBN 978-4-575-85904-1
  17. 2024年5月28日発売[20]、ISBN 978-4-575-85971-3
  18. 2024年10月24日発売[21]、ISBN 978-4-575-86020-7
  19. 2025年4月24日発売[22]、ISBN 978-4-575-86084-9